# Valentin Nussbaumer
Valentin Nussbaumer (* 25. September 2000 in Delsberg) ist ein Schweizer Eishockeyspieler, der seit Januar 2021 beim HC Davos aus der Schweizer National League unter Vertrag steht und dort auf der Position des Centers spielt.

## Karriere
Nussbaumer stand im Alter von drei Jahren in Delsberg zum ersten Mal auf Schlittschuhen, bevor er in den Nachwuchs des HC Ajoie wechselte. Im Sommer 2015 folgte der Wechsel in den Nachwuchs des EHC Biel, wo er 2017 im Alter von 16 Jahren sein Debüt für die erste Mannschaft in der höchsten Liga der Schweiz, der National League, gab. In seinem erst vierten Profieinsatz erzielte er bereits den ersten Treffer für die Seeländer.
Zur Saison 2018/19 folgte der Wechsel in die kanadische Juniorenliga Ligue de hockey junior majeur du Québec (LHJMQ) zu den Cataractes de Shawinigan, die ihn beim CHL Import Draft 2018 als Gesamtvierten gezogen hatten und für die er im Saisonverlauf 64 Partien absolvierte. Im NHL Entry Draft 2019 wurde der Schweizer in der siebten Runde an 207. Stelle von den Arizona Coyotes aus der National Hockey League (NHL) ausgewählt. Im Januar 2020 kehrte Nussbaumer zum EHC Biel zurück und stand dort bis Januar 2021 unter Vertrag, als es zu einem Spielertausch zwischen dem EHC Biel und dem HC Davos kam. Perttu Lindgren und Luca Hischier wechselten daraufhin zum EHC Biel, während Valentin Nussbaumer und David Ullström im Gegenzug zum HC Davos kamen.

### International
Nussbaumer spielt seit der U16 für verschiedene Nachwuchsauswahlen der Schweizer Eishockeynationalmannschaft. 2017 nahm er am Ivan Hlinka Memorial Tournament teil. Auch bei der U18-Weltmeisterschaft 2018 spielte er. Mit der U20-Auswahl nahm er an den Weltmeisterschaften 2018, 2019 und 2020 teil.

## Erfolge und Auszeichnungen
- 2023 Spengler-Cup-Gewinn mit dem HC Davos

## Karrierestatistik
Stand: Ende der Saison 2024/25

### International
Vertrat die Schweiz bei:
| - Ivan Hlinka Memorial Tournament 2017 - U20-Junioren-Weltmeisterschaft 2018 - U18-Junioren-Weltmeisterschaft 2018 | - U20-Junioren-Weltmeisterschaft 2019 - U20-Junioren-Weltmeisterschaft 2020 |

(Legende zur Spielerstatistik: Sp oder GP = absolvierte Spiele; T oder G = erzielte Tore; V oder A = erzielte Assists; Pkt oder Pts = erzielte Scorerpunkte; SM oder PIM = erhaltene Strafminuten; +/− = Plus/Minus-Bilanz; PP = erzielte Überzahltore; SH = erzielte Unterzahltore; GW = erzielte Siegtore; 1 Play-downs/Relegation; Kursiv: Statistik nicht vollständig)